# 拉旺策诺
拉旺策诺（法語：La Wantzenau，法語發音：[lavãtsəno] 或 [la vantsəno]）是法国下莱茵省的一个市镇，位于该省东部，省会斯特拉斯堡市区以北，属于斯特拉斯堡区。

## 地理
拉旺策诺（48°39'29"N, 7°49'42"E）面积25.39 平方千米，位于法国大東部大區下莱茵省，该省份为法国大陆部分最东部的省份，是阿尔萨斯的一部分，今与上莱茵省组成了阿尔萨斯欧洲集体，其南至上莱茵省，西南接孚日省和默尔特-摩泽尔省，西接摩泽尔省，北与德国接壤，东侧沿莱茵河与德国相望。
与拉旺策诺接壤的市镇（或旧市镇、城区）包括：厄尔特、赖什泰特、比沙伊姆、冈布桑、基尔斯泰、斯特拉斯堡、文德奈姆、凯尔、莱茵瑙。
拉旺策诺的时区为UTC+01:00、UTC+02:00（夏令时）。

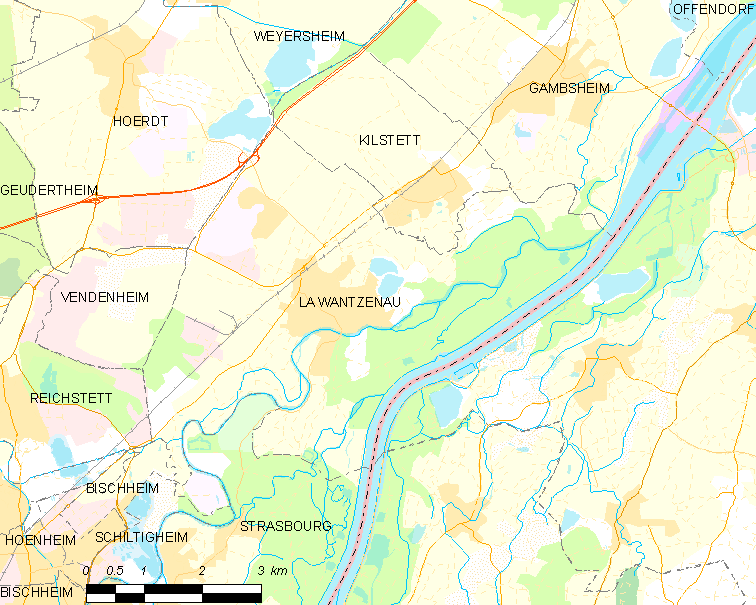
拉旺策诺的OSM定位图

## 行政
拉旺策诺的邮政编码为67610，INSEE市镇编码为67519。

## 政治
拉旺策诺所属的省级选区为布吕马特县。

## 人口

1962-2008年间拉旺策诺人口变化图示

拉旺策诺于2022年1月1日时的人口数量为5879人。

## 友好城市
- 法國圣伊里耶拉佩尔什